# Ammerseegebiet
Ammerseegebiet este o arie protejată (arie de protecție specială avifaunistică — SPA) din Germania întinsă pe o suprafață de 7.676,53 ha, integral pe uscat.

## Localizare
Centrul sitului Ammerseegebiet este situat la coordonatele 47°58′22″N 11°07′34″E / 47.9728°N 11.1261°E.

## Înființare
Situl Ammerseegebiet a fost declarat arie de protecție specială avifaunistică în septembrie 2006 pentru a proteja 64 de specii de animale.

## Biodiversitate
Situată în ecoregiunea continentală, aria protejată nu include niciun habitat protejat.
La baza desemnării sitului se află mai multe specii protejate de  păsări (64): lăcar mare (Acrocephalus arundinaceus), lăcar-de-rogoz (Acrocephalus schoenobaenus), lăcar-de-lac (Acrocephalus scirpaceus), pescăruș albastru (Alcedo atthis), rață lingurar (Anas clypeata), rață mică (Anas crecca crecca), rață fluierătoare (Anas penelope), Anas platyrhynchos platyrhynchos, Anas strepera strepera, gâscă cenușie (Anser anser), fâsă de luncă (Anthus pratensis), Ardeola ralloides ralloides, rață-cu-cap-castaniu (Aythya ferina), rața moțată (Aythya fuligula), rață roșie (Aythya nyroca), buhai de baltă (Botaurus stellaris stellaris), Bucephala clangula, chirichița cu obraz alb (Chlidonias hybrida), chirighiță neagră (Chlidonias niger), barză albă (Ciconia ciconia ciconia), erete de stuf (Circus aeruginosus), erete vânăt (Circus cyaneus), erete cenușiu (Circus pygargus), porumbel de scorbură (Columba oenas), prepeliță (Coturnix coturnix), cristeiul de câmp (Crex crex), lebădă de iarnă (Cygnus cygnus), ciocănitoarea de stejar (Dendrocopos medius), ciocănitoare pestriță mică (Dendrocopos minor), egretă albă (Egretta alba), șoim de iarnă (Falco columbarius), vânturel de seară (Falco vespertinus), muscar-gulerat (Ficedula albicollis), Fulica atra atra, becațină comună (Gallinago gallinago), Gavia arctica arctica, cufundar mic (Gavia stellata), sfrâncioc roșiatic (Lanius collurio), pescăruș-cu-cap-negru (Larus melanocephalus), Larus michahellis, Limosa limosa limosa, gușă albastră (Luscinia svecica), gaia neagră (Milvus migrans), gaia roșie (Milvus milvus), rață cu ciuf (Netta rufina), Numenius arquata arquata, Nycticorax nycticorax nycticorax, grangur (Oriolus oriolus), vultur pescar (Pandion haliaetus), pițigoi de stuf (Panurus biarmicus), Phalacrocorax carbo sinensis, bătăuș (Philomachus pugnax), ciocănitoare verzuie (Picus canus), Podiceps auritus auritus, Podiceps cristatus cristatus, Podiceps nigricollis nigricollis, Porzana parva parva, cresteț pestriț (Porzana porzana), pițigoi-pungar (Remiz pendulinus), mărăcinar (Saxicola rubetra), mărăcinar negru (Saxicola torquatus), chiră de baltă (Sterna hirundo), silvie de câmp (Sylvia communis), nagâț (Vanellus vanellus).
Pe lângă speciile protejate, pe teritoriul sitului au mai fost identificate 1 specie de păsări.